# Nationalisme australien

Drapeau de l'Australie.

Le nationalisme australien est une idéologie politique affirmant que les Australiens sont une nation et qui favorise l'unité nationale et culturelle de l'Australie,,,.
L'histoire du nationalisme australien remonte à la fin du XIXe siècle, lorsque l'Australie développe progressivement une culture et une identité distinctes de celles du Royaume-Uni, ancienne puissance coloniale, commençant à se considérer comme une entité unique et distincte et non comme un prolongement ou une dérivation de la culture et de l'identité britanniques.

## Histoire

### Pré-fédération
Au début du XIXe siècle, l'Australie est gouvernée par une série de six colonies auto-gérées réparties sur le continent et faisant partie de l'Empire britannique. Les tentatives de coordination de la gouvernance échouent dans les années 1860, en raison d'un manque d'appui populaire et d'intérêt de la part du gouvernement britannique, mais dans les années 1880 et avec la montée des mouvements nationalistes en Europe, les efforts pour établir une fédération des colonies australiennes commencent à prendre de l'ampleur. Le gouvernement britannique soutient la fédération comme moyen de cimenter l'influence britannique dans le Pacifique Sud.

### Post-fédération
La participation de l'Australie à la Première et à la Seconde Guerre mondiale accroît les sentiments nationalistes, et des termes tels que « mateship » deviennent la pierre angulaire du nationalisme australien.

## Partis nationalistes australiens

### En activité
- Parti australien de Katter
- Pauline Hanson's One Nation

### Dissous
- Parti nationaliste d'Australie
- Parti du soulèvement d'Australie

## Drapeaux

### Drapeaux utilisés par les nationalistes australiens

Pavillon australien rouge.
Drapeau de l'Australie, de 1901 à 1903.
Drapeau Eureka.
Drapeau de la fédération australienne.
« The Men From Snowy River », drapeau utilisé lors des marches de boules de neige de la Première Guerre mondiale.